# Amblyanthopsis bhotanica
Amblyanthopsis bhotanica är en viveväxtart som först beskrevs av C. B. Cl., och fick sitt nu gällande namn av Carl Christian Mez. Amblyanthopsis bhotanica ingår i släktet Amblyanthopsis och familjen viveväxter. Inga underarter finns listade i Catalogue of Life.